# Love Will Turn You Around
Love Will Turn You Around är den svenske indierockartisten Timo Räisänens tredje studioalbum, utgivet 2007 på Razzia Records.
Från skivan släpptes singeln Sweet Marie (2007), vilken tog sig in på den svenska singellistan.

## Låtlista
Alla låtar är skrivna av Timo Räisänen.
1. "My Valentine" - 4:46
2. "Come Sunshine" - 3:03
3. "Sweet Marie" - 2:28
4. "Sunday" - 4:23
5. "Spill Your Beans" - 2:50
6. "Stop Rocking the Boat" - 4:11
7. "Michael" - 4:12
8. "Sixteen" - 2:50
9. "Love Will Turn You Around" - 3:50
10. "I Wash My Mouth with Soap Before I Go" - 3:42
11. "If Only a Lifetime" - 3:30

## Mottagande
Love Will Turn You Around snittar på 3,3/5 på Kritiker.se, baserat på tolv recensioner.

## Listplaceringar
| Lista (2007) | Topplacering |
| ------------ | ------------ |
| Sverige      | 3            |

### Fotnoter
1. ↑  ”Love Will Turn You Around”. Discogs.com. http://www.discogs.com/Timo-R%C3%A4is%C3%A4nen-Im-Indian/release/1103223. Läst 17 juni 2012.
2. 1 2  Listplacering
3. ↑  ”Love Will Turn You Around”. Allmusic.com. http://www.allmusic.com/album/love-will-turn-you-around-mw0001132581. Läst 17 juni 2012.
4. ↑  ”Love Will Turn You Around”. Kritiker.se. http://kritiker.se/skivor/timo-raisanen/love-will-turn-you-around/. Läst 17 juni 2012.